# Cantó de Saint-Nazaire-Oest
El cantó de Saint-Nazaire-Oest és una antiga divisió administrativa francesa situat al departament de Loira Atlàntic a la regió de Loira Atlàntic. Va desaparèixer el 2015.

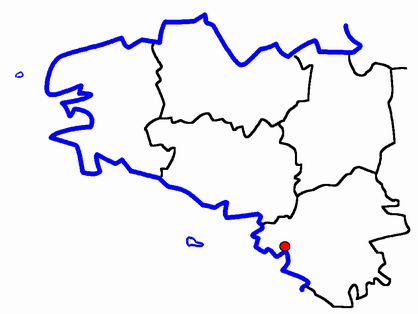
Situació del cantó

## Composició
El cantó aplega la part occidental de la comuna de Saint-Nazaire (21.420 de 68.838 habitants)

## Història
| Data d'elecció | Identitat           | Partit    |
| -------------- | ------------------- | --------- |
| 1985-1992      | Étienne Garnier     | RPR       |
| 1992-2008      | Marie-Odile Bouillé | PS        |
| 2008-2011      | Gilles Denigot      | Les Verts |
| 2011-2015      | Annaig Cotonnec     | PS        |